# Marcel Damphousse

Wappen von Marcel Damphousse

Bischofswappen von Marcel Damphousse

Marcel Damphousse (* 19. März 1963 in Saint Joseph, Manitoba) ist ein kanadischer Geistlicher und römisch-katholischer Erzbischof von Ottawa-Cornwall.

## Leben
Marcel Damphousse studierte Psychologie am Collège de Saint-Boniface und ab 1988 Katholische Theologie an der Saint Paul University in Ottawa. Er empfing am 28. Juni 1991 die Priesterweihe für das Erzbistum Saint-Boniface.
Nach der Priesterweihe war Marcel Damphousse zunächst als Pfarrvikar in verschiedenen Pfarreien tätig, bevor er 1994 Pfarrer der Pfarrei Notre-Dame-de-la-Nativité in Somerset und Verantwortlicher für die Berufungspastoral wurde. 1996 wurde er zudem Pfarrer der Pfarrei Saint-Léon. Damphousse wurde 2000 für weiterführende Studien nach Rom entsandt, wo er 2002 an der Päpstlichen Fakultät Teresianum ein Lizenziat im Fach Spiritualität erwarb. Von 2003 bis 2008 war Marcel Damphousse Kaplan an der St. Boniface High School sowie erneut Pfarrer und Verantwortlicher für die Berufungspastoral. 2008 wurde Damphousse Rektor der Kathedrale Saint-Boniface und Mitglied des Diözesanvermögensverwaltungsrats.
Papst Benedikt XVI. ernannte ihn am 28. Juni 2012 zum Bischof von Alexandria-Cornwall. Die Bischofsweihe spendete ihm der Erzbischof von Kingston, Brendan Michael O’Brien, am 2. September desselben Jahres; Mitkonsekratoren waren die Paul-André Durocher, Erzbischof von Gatineau, und Albert LeGatt, Erzbischof von Saint-Boniface. Am 12. November 2015 ernannte ihn Papst Franziskus zum Bischof von Sault Sainte Marie.
Papst Franziskus bestellte ihn am 6. Mai 2020 zum Koadjutorerzbischof von Ottawa-Cornwall. Die Amtseinführung erfolgte am 16. Juni desselben Jahres. Am 4. Dezember 2020 wurde Marcel Damphousse in Nachfolge von Terrence Thomas Prendergast SJ, der aus Altersgründen zurücktrat, Erzbischof von Ottawa-Cornwall.